# Вензел, Фредрик
Карл Фредрик Вензел (род. 1 сентября 1978) — шведский фотограф, оператор и режиссёр. Среди прочего он написал сценарий для Farväl Falkenberg. В 2014 году он был удостоен кинопремии Свена Нюквиста.

## Фильмография
- Midsund, 2001 (режиссура, сценарий, фотографии) — короткометражный фильм
- Farväl Falkenberg, 2006 (сценарий, операторская работа)
- Apan, (Обезьяна) 2009 (операторская работа)
- Broder Daniel Forever, 2009 (режиссура, операторская работа)
- Man tänker sitt, 2009 (режиссура, сценарий, операторская работа)
- Småvilt, 2009 (операторская работа) — короткометражный фильм
- De fem sinnena, 2010 (операторская работа) — короткометражный фильм
- Kontraktet, в 2010 году (операторская работа) — короткометражный фильм
- The quiet roar, 2013 (режиссура, сценарий, операторская работа)
- Форс-мажор, 2014 (операторская работа)
- Квадрат, 2017 (операторская работа)